# Nogada
Pour plus de détails, voir Fiche technique et Distribution.
Nogada (노가다) est un film sud-coréen réalisé par Kim Mi-re, sorti en 2005.

## Synopsis
« Nogada » est un terme d'argot coréen emprunté au japonais signifiant littéralement esclaves et qui désigne ici les travailleurs journaliers du bâtiment. Ce film décrit la vie quotidienne de ces ouvriers qui travaillent de dix à douze heures par jour, sept jours par semaine.
Kim Mi-re commence par suivre son père, lui-même un Nogada et illustre la lutte pour la survie et la dignité de ces exclus de la réussite économique de la Corée du Sud. Elle suit en parallèle les luttes des journaliers au Japon.

## Fiche technique
- Titre : Nogada
- Titre original : 노가다
- Réalisation : Kim Mi-re
- Scénario : Kim Mi-re
- Production : Kim Mi-re
- Musique : In Il-kyu
- Pays d'origine : Corée du Sud
- Format : Couleurs - 1,85:1 - Dolby Digital - DV
- Genre : Documentaire
- Durée : 89 minutes
- Date de sortie : 2005